# Cesare I. Gonzaga
Cesare I. Gonzaga (* 6. September 1536 wahrscheinlich in Sizilien; † 17. Februar 1575) war der Sohn des kaiserlichen Feldherrn Ferrante I. Gonzaga, der die Linie Guastalla begründete.

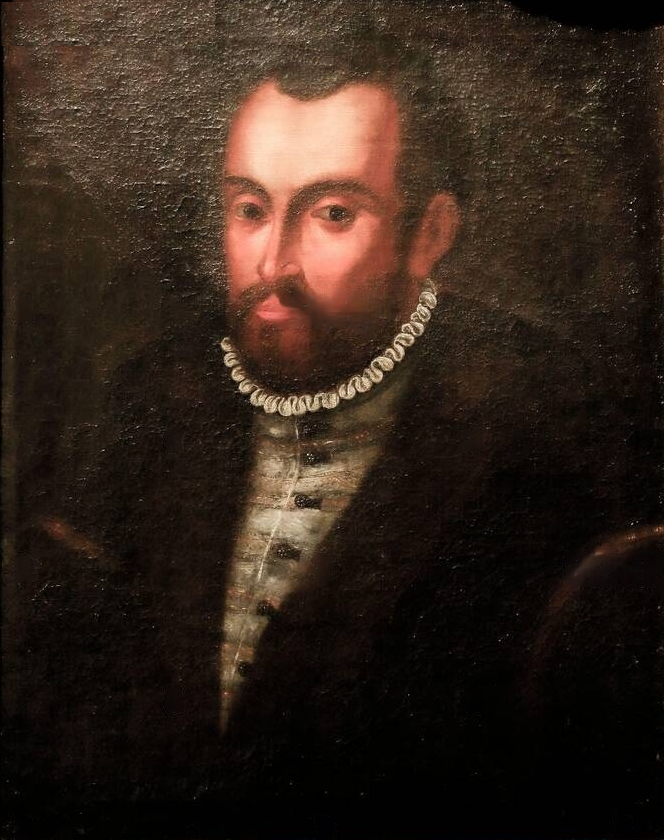
Cesare I. Gonzaga Graf von Guastalla

Cesare I. selbst war Graf von Guastalla und Herzog von Amalfi (sein Vater war Vizekönig von Sizilien). Er heiratete 1560 Camilla Borromeo und hatte mit ihr zwei Kinder, u. a. Ferrante II. Gonzaga, der zum Herzog von Guastalla erhoben wurde.